# 583 (číslo)
Pět set osmdesát tři je přirozené číslo. Následuje po čísle pět set osmdesát dva a předchází číslu pět set osmdesát čtyři. Římskými číslicemi se zapisuje DLXXXIII a řeckými číslicemi φπγ.

## Matematika
583 je:
- Deficientní číslo
- Poloprvočíslo
- Nešťastné číslo

## Astronomie
- (583) Klotilde je planetka hlavního pásu, kterou objevil v roce 1905 Johann Palisa

## Roky
- 583
- 583 př. n. l.